# Pseudocidarinae
De Pseudocidarinae zijn een onderfamilie van uitgestorven zee-egels uit de familie Hemicidaridae.

## Geslachten
- Cherreauma Vadet, Nicolleau & Pineau, 1996 †
- Cidaropsis Cotteau, 1863 †
- Pseudocidaris Pomel, 1883 †